# Autostrada strachu
Autostrada strachu (ang. Quicksilver Highway) – amerykański film grozy z 1997 roku.
Film jest ekranizacją noweli Stephena Kinga Gryziszczęka, oraz noweli Clive’a Barkera Polityka ciała.

## Treść
Film podzielony jest na dwie części. W pierwszej małżeństwo Parkerów wybiera się właśnie w podróż poślubną. Niestety po drodze psuje im się samochód. Mąż udaje się na poszukiwanie stacji benzynowej, a Olivia zostaje sama. Wtedy pojawia się tajemniczy Aaron Quicksilver, który zaprasza Olivię do swojej przyczepy. Opowiada jej mroczną historię. Historia ta, na motywach noweli Stephena Kinga, jest o mężczyźnie, który wracając do domu zabiera autostopowicza, którą okazuje się groźnym przestępcą. Przed śmiercią mężczyznę ratują szczęki - zabawka, które kupił wcześniej w przydrożnym sklepie.
W drugiej części złodziej kieszonkowy Charlie, który właśnie chowa się przed policją po dokonaniu drobnej kradzieży w wesołym miasteczku, spotyka tego samego Aarona Quicksilvera. Ten opowiada mu inną historię. Opowieść, na podstawie noweli Clive’a Barkera, jest historią wybitnego chirurga, którego dłonie buntują się przeciw niemu i usiłują pozbawić go życia...

## Główne role
- Christopher Lloyd - Aaron Quicksilver
- Matt Frewer - Dr. Charles George
- Raphael Sbarge - Kerry Parker/Bill Hogan
- Melissa Lahlitah Crider - Olivia Harmon Parker/Lita Hogan
- Bill Nunn - Len
- Veronica Cartwright - Myra